# 사담 후세인 (사우스 파크)
사담 후세인(Saddam Hussein)은 종종 《사우스 파크》 만화영화 시리즈에서 그려지는 등장인물이다. 사담은 종종 진짜 사담 후세인과의 성격과 다른 점이 있다. 사담의 생김새는 입을 파닥파닥 거리면서 말을 하고, 직사각형 몸체를 가지고 있으며, 독자적으로 캐나다를 전복시키는 사람으로 나온다. 사담 후세인의 목소리는 맷 스톤이 냈다.

## 사담의 생김새
사담 후세인의 몸체는 일반적인 "사우스 파크" 풍(마분지로만든 것 같은 모양)인데, 그의 머리는 사진에서 도려온 것이다; 이 특징이 사담을 사우스 파크의 유명인사로 만들어지게 되었고, 이 사담의 머리는 계속해서 등장하게 된다. 사담은 말을 할 때, 캐나다인처럼 머리를 팔락팔락거린다; 이건 사담의 머리를 두분으로 잘랐기 때문인데, 그가 말을 할 때, 그의 입 대신을 하게 된다. 이건 아마도 그가 최초로 등장한 "Terrance and Phillip in Not Without My Anus" 에피소드 때문인것 같은데, 이 만화속의 만화에서 거의 모든 캐나다인의 얼굴 생김새와, 또한 이상한 만화영화로 이렇게 되었다; 그러나 사담의 머리는 그가 캐나다인이 아님에도 불구하고 다른 에피소드에서도 유지가 됐다.

## 사담의 성격과 개성
사우스 파크에서 사담은 실제에 근간하지만, 진짜 사담과의 성격과는 딴판이다. 한가지 점을 들어볼때, 사담 후세인은 높은 음을 내고, 짜증나는 목소리를 내며, 그리고 종종 조용하게 사람들에게 "진정해"라고 우겨대고, 특히 그를 (대부분 정확하게) 의심하는 사람들에게 그런다. 사담은 보통 "진정해 이 사람아"를 사람들에게 말하기도 한다. 사담은 때때로 사람들에게 모욕을 주는데, 특히 그와의 로맨스를 나눈 사탄에게 특히 그랬다; 그들 관계가 지속하지 않은이유는 사담이 입버릇이 나빴기 때문이다.
사담은 이상하게 캐나다를 사로잡는 걸 볼 수 있고, 그리고 두 번 다 캐나다를 정복하게 된다("Terrance and Phillip in Not Without My Anus," "It's Christmas in Canada").

## 에피소드에 등장한 사담 후세인

### Terrance and Phillip in Not Without My Anus
사담이 첫 번째로 등장하는 에피소드이다. 이 에피소드는 실화를 바탕으로 한 캐나다 영화로서, 테란스와 필립이 주연하게 된다. 에피소드에서 사담은 캐나다를 접수하려고 하고, 캐나다 전역을 그의 포스터와 이라크 국기로 도배해 버린다. 테란스와 필립은 사담을 막으려고 이라크 합병 선서 때 방귀 공격을 펼치게 되고 사담을 쫓아버리게 된다.

### The Mexican Staring Frog of Southern Sri Lanka
에피소드의 마지막에, 예수가 나오는 프로그램의 프로듀서가 지옥으로 떨어지게 되는데, 지옥에서 사탄과 사담이 손을 붙잡고 걸어가는 모습이 보이게 된다.

### 극장판 사우스 파크
사담은 영화에서 주요 악인으로 나온다. 극장판 사우스 파크에서 케니는 테렌스와 필립의 영화인 "불타는 엉덩이"에 나오는 방귀에 불 붙이기를 따라하다가 지옥에 가게 된다. 거기서 케니는 사담을 보게 되고 (최근에 멧돼지에게 부딪혀서 죽게 된다), 사담이 사탄과 동성애를 하는 장면을 목격하게 된다. 그러나 사탄은 순수하고, 민감해서 사담의 변치 않는 부정적임에 상처를 받게 된다. 케니는 사탄에게 맞서보라고 충고를 하고, 사탄은 사담을 내쫓으려고 하지만, 사담은 사탄의 마음을 돌리고 지구로 올라가서 세계 정복을 꿈꾸게 된다. 그러나, 사담은 카트만의 몸에 박아둔 V칩의 오동작으로 전기 충격을 받게 되고, 짜증난 사탄은 그를 집어 던져서 뾰족한 바위에 박히게 된다.

### Do the Handicapped go to Hell? / Probably
사담은 지옥에 돌아오지만, 사탄은 크리스란 이름의 남자랑 새로운 관계를 맺었다. 사담이 그것때문에 열을 받게 되고, 사담과 크리스는 계속 서로를 죽이고, 다시 지옥으로 돌아오게 된다. 사탄은 신에게 어떡해야 되냐고 물어보게 되고, 사탄은 크리스와 사담을 떠나보내기로 마음을 먹는다. 나중에 사담은 모르몬들만 있는 천국으로 유배를 가는 벌을 받게 된다.

### A Ladder to Heaven
케니가 죽고 난후에, 애들은 케니가 보관중인 사탕 공짜 쇼핑 티켓을 받아내려고 한다. 그래서 애들은 티켓을 받아내려고 천국까지 이어지는 사다리를 만들기로 결정하고 사다리를 만들게 된다. 에피소드의 끝부분에서 정부는 사담 후세인이 천국에서 대량살상무기를 만드는 중이라고 발표를 하게 되고, 천국으로 미사일 공격을 하려고 한다. 그러나, 애들이 사다리를 포기한다는 것에 대해서 정부도 폭격을 중단하게 된다. 그러나 에피소드의 마지막 부분에서 사담은 화학무기 공장(초콜릿 공장으로 위장된)을 건설하고 있었다. 그리고 사담은 신에게 안 걸리게 공장을 완벽하게 은폐시켰다.

### Krazy Kripples
사담 후세인은 크리스토퍼 리브가 만든 악의 군단 중의 한 명으로 끼이게 된다. 그는 진 해커만 대신에 이교도들을 전부 죽여버리자고 제안한다. 여기서 사담이 어떻게 천당에서 지구으로 왔는지에 대해서는 알려진것이 없지만, 사담은 이후의 에피소드에서도 출연하게 된다.

### It's Christmas in Canada
이 에피소드에서, 캐나다의 새 수상이 모든 입양된 아이들은 모두 생부모의 집으로 돌아오라는 법을 만들게 된다. 이 법에 의해서 카일의 입양된 동생인 아이크가 생부모의 손에 이끌려 캐나다로 가게 된다.
카일과, 스탠, 카트만과 케니는 법을 따지러 새 수상에게 가게 되고, 오즈의 마법사풍의 수상을 만나게 된다. 그 수상은 카일의 말에 감동을 받지만, 그의 말을 번복하지 않았다. 그리고 그는 케니를 레이저로 죽이게 된다. 애들은 난로에서 덜거럭 거리는 소릴 듣게 되고, 커튼을 젖히니, 거기에는 사담 후세인이 쥐 구멍안에 숨어서 수상인형을 조종하는 것을 발견하게 된다.

## 잡다한 상식
- 사담은 "A Ladder to Heaven" 에피소드에서 천국에 있었는데, "It's Christmas in Canada" 에피소드에서 지구에 있는 것을 발견하게 된다. 이일은 결코 설명되지 않았다.
- "It's Christmas in Canada" 에피소드에서, 사담은 쥐구멍에 숨어 있는 장면이 나오는데, 이 장면은 그를 찾아냈다는 방송이 나온 후 며칠뒤에 이 에피소드가 만들어졌기 때문에 가능한 것이다.
- 사담이 캐나다를 점령하는 데 스콧이 도움을 주었다. 그러나 스콧은 처음에는 거기에 대항하게 되고, 두 번째에서는 캐나다의 새 수상이 사담인 줄 모른다.
- 진짜 사담 후세인의 최근 공판에도 불구하고, 에피소드에서는 거기에 대해서 말이 나오지 않는다.
- 사담은 요즘 에피소드에서 잘 나오지 않고 있지만, 아마도 추측상으로는 예수나, 미스터 행키나, 메피스토 박사처럼 쇼에 더 이상 나오지 않을 것이다